# Meesden
Meesden – wieś i civil parish w Anglii, w Hertfordshire, w dystrykcie East Hertfordshire. W 2011 civil parish liczyła 114 mieszkańców. Meesden jest wspomniana w Domesday Book (1086) jako Mesdone.